# Maison (42 rue Blanqui, Tours)
La maison, 42 rue Blanqui est une ancienne maison à colombages dans la ville de Tours, dans le département français d'Indre-et-Loire.
Cette maison est construite au XVe siècle et, en 1946, ses façades, ses toitures et certaines de ses cheminées intérieures sont inscrites comme monument historique.

## Localisation
La maison est située dans le Vieux-Tours, dans la rue Blanqui. Cette rue, reprenant le tracé d'une voie antique, est jusqu'au XVIIIe siècle la principale rue de Tours, prolongeant vers l'est la Grande Rue qui traverse la ville de part en part. Au Moyen Âge, ce quartier, hors les murs de la ville, est un faubourg.

## Histoire
L'édifice est construit au XVe siècle.
Les façades, les toitures et certaines cheminées intérieures sont inscrites comme monuments historiques par arrêté du 27 juin 1946.

## Description
La maison, double sous un toit unique, se compose d'un étage et d'un comble au-dessus du rez-de-chaussée. La façade sur rue, au sud, sud, le poteaux corniers qui encadrent deux baies et la porte. Toute cette façade, hormis le rez-de-chaussée, est recouverte d'ardoises qui forment des avancées protégeant les ouvertures. La façade nord devait posséder le même dispositif, mais les ardoises ont disparu. La toiture, par contre est en tuiles.

## Pour en savoir plus